# Deathwatch (pel·lícula de 2002)
Deathwatch és una pel·lícula de terror britànica del 2002 escrita i dirigida per M. J. Bassett, i protagonitzada per Jamie Bell, Laurence Fox, Kris Marshall, Matthew Rhys i Andy Serkis. Un equip perdut de soldats britànics a la Primera Guerra Mundial es refugia en una trinxera enemiga abandonada, però demostra que no és cap refugi, ja que els homes es troben caçats per mals invisibles.

## Argument
La història se centra en 1917 en la Primera Guerra Mundial. Soldats aliats i tropes alemanys s'enfronten a les planes del nord d'Europa. La mort els envolta, allí hi ha cadàvers. En arribar a una trinxera alemanya es troben amb un soldat alemany, que es trobava dins d'aquesta, assegut. Els soldats no dubten a prendre'l com a presoner. Després d'això començaran a viure successives situacions estranyes dins de la mateixa trinxera. Alguns moren misteriosament i desapareixen, mentre que els que estan fora de perill es tornen bojos i comencen a matar-se els uns als altres. L'únic que sembla mantenir el seny és Charlie Shakespeare (Jamie Bell), qui és el més jove i menys violent del grup. Al final, aconsegueix salvar que matin al soldat alemany i li diu que fuita mentre que s'obre un gran forat en la terra que s'emporta amb si a Shakespeare. Aquest desperta en una cova i veu que hi ha un grup de persones juntes en una fogata, el seu equip. Shakespeare, en pensar que aquest era l'infern, cerca una sortida fins a trobar-la. Quan surt, troba al mateix soldat alemany al qual va deixar escapar apuntant-li amb una arma. Shakespeare li pregunta per què el vol matar, si aquest el va ajudar. Al que el soldat li respon que sí, que per això ell pot sortir. De sobte, Shakespeare veu una escala per a sortir de la trinxera i desapareix en un mur de boira.

## Repartiment
- Jamie Bell com el soldat Charlie Shakespeare. Amb 16 anys, va mentir sobre la seva edat per apuntar-se, però inicialment és més covard que els altres homes.
- Ruaidhri Conroy com el soldat Colin Chevasse, que queda paraplègic per una lesió a la columna i ha de ser atès.
- Laurence Fox com el capità Bramwell Jennings, el comandant oficial de la unitat, que es veu fora de la seva profunditat.
- Dean Lennox Kelly com el soldat Willie McNess, un escocès i responsable de la unitat.
- Torben Liebrecht com a Friedrich, un soldat alemany fet presoner per la Companyia Blanca.
- Kris Marshall com el soldat Barry Starinski, el tirador de la unitat.
- Hans Matheson com el soldat Jack Hawkstone. Porta una harmònica, tocant-la per aixecar la moral.
- Hugh O'Conor com el soldat Anthony Bradford, capellà i operador de ràdio de la unitat.
- Matthew Rhys com el caporal "Doc" Fairweather, el metge de la unitat.
- Andy Serkis com el soldat Thomas Quinn. És brutal, implacable i còmode amb la violència de la guerra.
- Hugo Speer com el sergent David Tate. L'equip XO, Tate és vist més com un líder pels homes que Jennings.
- Mike Downey com el capità Martin Plummer
- Pavel Tesar com Mudman (el segon alemany)

## Mitjans dompestics
La pel·lícula va ser llançada en DVD per Fox el 16 de juny de 2003. Va ser reestrenada per Live/Artisan el 22 de juny de 2004
i de nou per Pathe el 3 d'octubre de 2005.

## Recepció
Al lloc web de l'agregador de ressenyes Rotten Tomatoes, Deathwatch va rebre una puntuació d'aprovació del 25% basada en 8 ressenyes, amb una puntuació mitjana de 4,6/10. Els crítics van elogiar sobretot la premissa creativa i l'atmosfera de la pel·lícula, però van criticar la seva execució i edició de la història.
Alan Jones de The Radio Times va valorar la pel·lícula amb una de cinc estrelles, i va escriure: "Hi ha poc per fer que el pols s'acceleri, a part d'alguns sorolls fantasmagòrics i uns quants efectes sagnants, i la direcció pesada de Bassett elimina qualsevol art, horror o suspens fora de l'àrea objectiu."
Allmovie va donar a la pel·lícula una crítica positiva i l'anomenava "un fantasma atmosfèric altament elaborat que sap quan anar a buscar la jugular i quan s'ha d'unir a la paranoia". TV Guide va atorgar a la pel·lícula 2,5/4 estrelles afirmant: "Bassett es mereix mitja salutació per revolcar-se en la misèria de la Primera Guerra Mundial a l'estil de Twilight Zone, que crea una atmosfera esgarrifosa entre escenes de combat deshumanitzador. Però l'element de l'espectacle d'espectres al final sembla simultàniament macabre i enganyós, i la moral pacifista s'enfonsa amb una obvietat contundent".
Peter Bradshaw de The Guardian va donar a la pel·lícula una crítica mixta, elogiant la premissa i la direcció de la pel·lícula, però va fer un cop d'ull al guió avorrit de la pel·lícula. Nev Pierce de BBC va atorgar a la pel·lícula tres de cinc estrelles, tot i que va assenyalar que la pel·lícula tenia els seus defectes, Pierce la va anomenar "Una petita pel·lícula de terror esgarrifosa i autènticament desagradable".